# توافق دفاعی دوجانبه آمریکا و بریتانیا
توافق دفاعی دوجانبه آمریکا و بریتانیا (انگلیسی: 1958 US–UK Mutual Defence Agreement) یک معاهده دوجانبه است که در سال ۱۹۵۸ مابین پادشاهی متحد بریتانیای کبیر و ایرلند شمالی و ایالات متحده آمریکا امضا شد. این توافق به آمریکا و بریتانیا اجازه می‌دهد که عناصر هسته‌ای، تکنولوژی‌ها و اطلاعات نظامی را با یکدیگر مبادله کنند. این توافق جامع‌ترین توافق دفاعی آمریکا با یک کشور دیگر است و با این‌که برای مقابله با خطر اتحاد جماهیر شوروی سوسیالیستی امضا شد، تا به امروز بین دو کشور ادامه داشته‌اشت.
این توافق چندین‌بار بازبینی و تمدید شده‌است. آخرین تمدید آن تا ۳۱ دسامبر ۲۰۲۴ اعتبار دارد. این توافق توسط هارولد مک‌میلان «جایزه بزرگ» خوانده‌شد.

## پس‌زمینه

### توافق کبک
بریتانیا در اوایل جنگ جهانی دوم پروژه جنگ‌افزارهای هسته‌ای خود را با اسم رمز «تیوب‌های آلومینیومی» آغاز کرد. وینستون چرچیل، نخست‌وزیر بریتانیا و فرانکلین دلانو روزولت در اوت ۱۹۴۳ توافق کبک را امضا کردند. این توافق، پروژه هسته‌ای آمریکایی منهتن را با پروژه بریتانیایی کانادایی تیوب‌های آلومینومی ادغام نمود و یک پروژه واحد آمریکایی بریتانیایی کانادایی را کلید زد. توافق کبک، کمیته سیاست مرکب و آژانس توسعه مرکب را بنیان‌نهاد تا تلاش‌های این کشورها مورد هماهنگی قرار گیرد. در نتیجه این قضایا، بسیاری از دانشمندان برتر بریتانیایی در پروژه منهتن مشارکت کردند.
در سپتامبر ۱۹۴۴، مذاکره هایدپارک بین روزولت و چرچیل که منجر به یادداشت هاید پارک شد، همکاری تجاری و نظامی آمریکا و بریتانیا را برای دوره پساجنگ تمدید کرد؛ اما روزولت در ۱۲ آوریل ۱۹۴۵ درگذشت و این یادداشت برای دولت‌های بعدی التزام آور نبود. این یادداشت حتی گم شد. وقتی که یک ژنرال پنج ستاره انگلیسی به نام هنری ویلسون مسئله یادداشت هاید پارک را در جلسه‌ای از کمیته سیاست مرکب در ژوئن ۱۹۴۵ مطرح کرد، نسخه آمریکایی یادداشت قابل یافت نبود. توافق کبک مشخص می‌کرد که بریتانیا و آمریکا باید با رضایت متقابل همدیگر از بمب‌های اتمی علیه کشور دیگر استفاده کنند. ویلسون در ۴ ژوئیه ۱۹۴۵ موافقت بریتانیا را برای بمباران اتمی هیروشیما و ناکازاکی تأیید کرد. کلمنت اتلی که بعد از چرچیل نخست‌وزیر بریتانیا شده‌بود در میان پیامی به هری ترومن که بعد از روزولت رئیس‌جمهور آمریکا شده‌بود، به خودشان به عنوان «روسای دولت‌هایی که کنترل این نیروی عظیم را دارند» اشاره کرد.